# Raymond Rollinat
Pour les articles homonymes, voir Rollinat.
Pierre André Marie Raymond Rollinat, né le 2 septembre 1859 à Saint-Gaultier (Indre) et mort le 27 décembre 1931 à Argenton-sur-Creuse, est un naturaliste et herpétologiste français. Il passe presque toute sa vie à Argenton-sur-Creuse, ville d'origine de sa famille.

## Biographie
Il se passionne très tôt pour les animaux, notamment grâce à l’influence d’un grand-oncle ornithologue amateur. Durant ses études au lycée de Châteauroux, il passe son temps dans la boutique d’un taxidermiste qui lui apprend les techniques de ce métier. Il refuse de partir à Paris étudier la zoologie et préfère rester à Argenton-sur-Creuse où il passe toute sa vie.
Il se consacre dès lors à l’étude des vertébrés du centre de la France et particulièrement des amphibiens et des reptiles. Il installe un laboratoire dans sa maison et aménage son jardin pour y observer de près la faune. Il fait paraître de nombreuses publications consacrées à l’hibernation, le soin aux jeunes, la ponte et l’embryologie. Il étudie particulièrement Emys orbicularis et fait paraître environ trente publications sur cette espèce. Il installe un nid près de son lit pour pouvoir observer le comportement nocturne de cette espèce. Son ouvrage posthume, La Vie des reptiles de la France centrale paraît en 1934 ; il sera réédité en 1937, 1946 et 1980.
Rollinat est la figure la plus éminente d’un petit groupe de  naturalistes qui étudient la faune de France, tandis leurs collègues du Muséum national d'histoire naturelle se consacrent à la faune des colonies. Parmi ces naturalistes, il faut citer Fernand Lataste (1847-1934) et Louis François Heron-Royer (1835-1891). Il entretient une correspondance suivie avec les grands herpétologistes de l'époque comme George Albert Boulenger (1858-1937), Willy Wolterstorff (1684-1943) ou le comte Mario Giacinto Peracca (1861-1923). Sa qualité d'autodidacte et la pertinence de ses observations lui valent d’être souvent comparé à Jean-Henri Fabre (1823-1915). Il est nommé en juin 1888 membre de la Société zoologique de France.
Raymond Rollinat joue toute sa vie un rôle très actif dans la vie sociale et culturelle de sa ville. Il tient un journal quotidien des évènements, dont une grande partie a été publiée, et prend chaque jour des photographies. Sa maison d'Argenton-sur-Creuse est devenue la mairie de la ville.

## Œuvres
- La pêche à la grenouille verte (rana viridis) dans les environs d'Argenton-sur-Creuse, Société centrale d'agriculture de France, Paris, 1884
- Catalogue des mammifères de la Brenne - Mammalogie du département de l'Indre, Mémoires de la Société zoologique de France, tome II, 1889
- Catalogue des reptiles, batraciens et poissons du département de l'Indre, Société zoologique de France, Paris, 1891
- Les vertébrés sauvages du département de l'Indre, avec René Martin[4], Société d'éditions scientifiques, 1894
- La tortue des étangs de la Brenne (cistudo europeas), Schneider, 1894
- La couleuvre d'Esculape et sa variété dite à quatre raies, Oberthür, Paris, 1901
- "Observations sur la tendance vers l'ovoviviparité chez quelques sauriens et ophidiens de la France centrale", in Mémoires de la Société zoologique de France, 1904, Société zoologique de France, Paris
- "Observations sur la nourriture des reptiles du département de l'Indre", Bulletin de la Société nationale d'acclimatation de France, 1905, Société nationale d'acclimatation de France, Paris
- Joseph Barbotin, poète et chansonnier, avec René Martin, A. Mellottée, Châteauroux, 1907
- La capture des alouettes dans le département de l'Indre, Société nationale d'acclimatation de France, Paris, 1908
- Histoire anecdotique d'Argenton-sur-Creuse, de 1825 à nos jours : guerre franco-allemande, Bouchard, Argenton-sur-Creuse, 1911
- "Sur la destruction du saumon commun dans le bassin de la Loire, bulletin de la Société nationale d'acclimatation de France, 1913, Société nationale d'acclimatation de France, Paris
- Description et mœurs des mammifères, oiseaux, reptiles, batraciens et poissons de la France centrale, avec René Martin, 464 p., Le Chevalier, Paris, 1914
- Comment apprivoiser les lézards des murailles vivant en liberté, Langlois, Châteauroux, 1921
- Dressage du lézard des souches en cage et en liberté dans un jardin, Langlois, Châteauroux, 1923
- "Note sur la reproduction du sanglier mâle avec le porc fémelle et sur celle du porc mâle avec le sanglier fémelle", in Revue d'histoire naturelle appliquée, no 11, novembre 1925, Société nationale d'acclimatation de France, Paris
- Jacques, Imprimerie Centrale, Châteauroux, 1931
- La vie des reptiles de la France centrale, Delagrave, 1934, et réédition, 1946 ; réimpression, Société herpétologique de France, 1980[5]
- Abbé de Lagarde, Journal de Raymond Rollinat (larges extraits), Le Laboureur, Châteauroux, 1938
- Argenton, 1914-1918, réédition, préface de Michel Sapin, 223 p., Guénégaud, Paris, 1999  (ISBN 2-85023-093-6)
- Joseph Barbotin, Au bord de la Creuse : chansons du pays, préface de Raymond Rollinat, 112 p., réédition, Brunaud, Argenton-sur-Creuse, 1987
- Jules-Eugène Auclair, Le Bas-Berry pittoresque : les vallées de la Creuse et de la Bouzanne, préface de Raymond Rollinat, E. Veillon, Eugénie-les-Bains, vers 1920